# Göte
Göte, även stavat Göthe, är ett namn som i Sverige används både som förnamn och efternamn.

## Förnamnet Göte eller Göthe
Mansnamnet Göte (eller Göthe) är fornnordiskt och betyder helt enkelt en person från Götaland. Den feminina formen är Göta.
Göte började används som dopnamn på 1800-talet och var som populärast på 1920- och 1930-talen. Det har inte använts så mycket den senare hälften av 1900-talet. Den 31 december 2019 fanns det totalt 10 603 personer i Sverige med namnformen Göte, varav 2 882 med det som tilltalsnamn. För namnformen Göthe är motsvarande siffror 467 och 62.  År 2003 fick 32 pojkar namnet, men ingen fick det som tilltalsnamn.
Äldsta belägg i Sverige; på en runinskrift från 1000-talet, på en sten i Uppgränna, Gränna socken i Småland. Sven reste denna sten efter Aslak och efter Göte, hans son och Aslak var Svens broder.
Namnsdag: I Sverige 27 januari. I den finlandssvenska namnsdagslängden har Göte namnsdag 8 september sedan starten 1929, då en egen namnsdagskalender togs i bruk för finlandssvenskar, med undantag av 1950–1972 då namnsdagen var 11 maj.

### Personer med förnamnet Göte eller Göthe
- Göte, sagokung
- Göte Arnbring, skådespelare
- Göte Bernhardsson, ämbetsman, landshövding i Västra Götalands län
- Göte "Vicke Hallon" Blomqvist, ishockeyspelare
- Göthe Ellemar, skådespelare
- Göte Fyhring, skådespelare
- Göthe Grefbo, skådespelare
- Göte Hagström, friidrottare, OS-brons 1948
- Göthe Hedlund, skridskoåkare, OS-brons 1948
- Göte Johansson, fiktiv radiofigur
- Göte Lovén, tonsättare och sångare
- Göte Stergel, balettdansör
- Göte Strandsjö, psalmförfattare
- Göthe Wilhelm Svenson, skeppsbyggare
- Göte Svenson, diplomat, landshövding i Östergötlands län
- Göte Widlund, dirigent
- Göte Wilhelmson, tonsättare och pianist
- Göte Wälitalo, ishockeyspelare

## Efternamnet Göthe eller Göte
Efternamnet Göthe bars den 31 december 2014 av 676 personer bosatta i Sverige. Vid samma tid var det 15 personer i Sverige, som hade efternamnet Göte.

### Personer med efternamnet Göthe
- Erik Göthe (född 1942), jurist, översättare och skribent
- Erik Gustaf Göthe (1779–1838), skulptör
- Georg Göthe (1846–1933), konstvetare, museiman
- Gustaf Göthe (1882–1956), historiker
- Iréne Matthis Göthe (född 1940), psykoanalytiker, feminist och författare
- Johann Friedrich Eosander von Göthe (ca. 1670–1729) svensk-tysk arkitekt och militär
- Lena Jansdotter Göthe (1802–1865), klok gumma, känd som Göta-Lena
- Nicke Göthe (född 1948), musiker
- Samuel Göthe (1637–1712), diplomat
- Staffan Göthe (född 1944), skådespelare, dramatiker och regissör

Svenska Wikipedia har inga biografiska artiklar om personer med efternamnet stavat Göte.